# 香詮院
香詮院（こうせんいん、生没年不詳）は、田安徳川家初代当主徳川宗武の側室。老中松平定信らの生母。実名はとや（登耶）。

## 出自と生涯
実家は尾張藩の家臣として木曾を支配しつつ、幕府から木曾にある福島関所を預かってきた。とやの祖父は山村家の分家で京都の公家である近衛家に仕える山村三安で、子の山村三演は本家の厄介となっていた。とやは三演の娘で、本家の山村良啓の養女となる。宗武の正室は近衛家の出身であるため、とやも田安徳川家に仕えて宗武の寵愛を受け、三男三女を儲けたが、息子は夭逝した友菊を除いて2人とも他の大名家に養子に出され、田安徳川家の家督を継ぐことはできなかった。

## 子女
- 三女：淑姫（1744年 - 1815年） - 鍋島重茂継室
- 三男：友菊（1747年 - 1753年）
- 六男：久松松平定国（1757年 - 1804年） - 伊予松山藩主
- 七男：久松松平定信（1758年 - 1829年） - 陸奥白河藩主
- 七女：種姫（1765年 - 1794年） - 徳川治宝正室
- 八女：定姫（1767年 - 1813年） - 越前松平治好正室